# Семмингсен, Тува
Тува Семмингсен (норв. Tuva Semmingsen, род. 13 января 1975) — норвежская певица (меццо-сопрано, колоратура).

## Биография
Тува Семмингсен родилась в Норвегии. Обучалась в Норвежской музыкальной академии в Осло и Академии оперы в Копенгагене.
Она дебютировала в 1999 г. в Королевском театре Дании в роли Керубино в Свадьбе Фигаро. С 2000 по 2016 гг. работала в Королевском театре и пела в операх «Юлий Цезарь» Генделя в роли Секста Помпея, в «Золушке» Россини в роли Анджелины, в «Севильском цирюльнике» Россини в роли Розины, в Партенопе Генделя в роли Патрии Розмиры.
Тува также выступала в Глайдборнском оперном фестивале (Восточный Сассекс, Великобритания), в Стокгольмской королевской опере (Швеция), Национальной опере Лотарингии, Реймсской опере Лилльской опере (Франция), Норвежской опере. В 2017 г. она приняла участие в постановке комической оперы Kveiteprinsen в Килденском театре и Концертном холле Кристиансанна.
Тува увлекается джазом. В 2014 г. она выпустила в современной джазовой интерпретации ряд широко известных песен. В качестве приглашённой певицы она выступала с Датским национальным симфоническим оркестром в 2018 г. под управлением дирижёра Сары Хикс с программой музыкальных тем из ряда кинокартин: спагетти-вестерны «долларовой трилогии» и гангстерские фильмы.
Тува была приглашённой артисткой в июне 2020 г. в датском представлении Divas and Diamonds с музыкантами Датского национального симфонического оркестра, DR Big Bandet и DR VokalEnsemblet.